# جسير (تشريح)
الجسير (بالإنجليزية: Ponticulus)‏ هي حافة عمودية تمر عبر بارزة المحارة، وتكون مركز العضلة الأذنية الخلفية.